# شکست بین دانه ای
شکست بین دانه ای (به انگلیسی: Intergranular Fracture (IGF)) زمانی اتفاق می‌افتد که یک ترک در طول مرزدانههای یک ماده گسترش می‌یابد. خصوصاً زمانی که مرزدانه‌ها تضعیف شده باشند. به‌طور معمول شکست میان دانه ای (transgranular fracture) زمانی رخ می‌دهد که ترک درون دانه‌های ماده رشد کند. به عنوان مثال در یک دیوار آجری شکست بین دانه ای مطابق شکست در ملاتی است که آجرها را کنار هم نگه می‌دارد.
ترک خوردگی بین دانه ای معمولاً جایی اتفاق می‌افتد که یک نفوذ محیطی متخاصم حضور داشته باشد و بزرگتر بودن سایز دانه‌ها و تنشهای بالاتر هم تأثیر گذار است. ترک خوردگی بین دانه‌ها در یک بازه دمایی گسترده، متفاوت است. درحالیکه ترک‌های میان دانه ای (transgranular) متأثر از تمرکز کرنش است که نتیجتاً در دانه‌های با سایز کوچکتر بیشتر اتفاق می‌افتد. شکست بین دانه ای توسط همگن شدن کرنش حاصل از دانه‌های درشت تر ایجاد می‌شود.

شکست بین دانه ای حاصل گسترش ترک در طول مرزدانه‌ها

تردشوندگی (Embrittlement) یا از دست دادن شکل‌پذیری، معمولاً با یک تغییر در حالت شکست از میان دانه ای به بین دانه ای همراه است. این انتقال به ویژه در تردی اتم ناخالصی، قابل توجه است. به علاوه تردی هیدروژنی (hydrogen embrittlement) یک دسته‌بندی معمول از تردی است که شکست بین دانه ای در آن قابل مشاهده می‌باشد.
شکست بین دانه ای در گستره وسیعی از مواد اتفاق می‌افتد؛ که شامل آلیاژهای فولاد، مس و آلومینیم و سرامیک هاست.در فلزات با جهت‌گیری‌های شبکه ای متعدد (lattice orientations) وقتی یک شبکه تمام شده و شبکه بعدی آغاز می‌شود، شکست تغییر جهت داده تا دانه جدید را دنبال کند. نتیجتاً یک شکست نسبتاً دندانه دار که دانه‌ها لبه‌های صافی داشته و سطح آنها براق است ایجاد می‌شود. در سرامیک‌ها شکست بین دانه ای از میان مرزدانه‌ها گسترش یافته که سطوحی با ناهمواری‌های نرم ایجاد می‌شوند که در آن دانه‌ها به راحتی قابل تشخیص هستند.
شکست بین دانه ای با استحاله حباب‌های مرزدانه به حفرات فعال می‌شود که منجر به رشد منقطع، تجمع حفره، و پارگی در حضور تنش مکانیکی می‌گردد. اعمال تنش کششی در مدت تابش دمایی بالا سبب مهاجرت هلیم به مرزدانه‌ها می‌شود، جایی که حفره‌های بزرگتری می‌توان ایجاد کرد.

## گسترش ترک ناشی از خوردگی تنشی
ترک برداشتن ناشی از خوردگی تنشی ویژگی‌هایی از تردی بین دانه ای و میان دانه ای را نشان می‌دهد. مسیر ترک با دو عامل بارگذاری مکانیکی وخصوصیات ماده کنترل می‌شود. ممکن است مسیر حقیقی از مسیری که در تست‌های گسترش نرمالیزه پیش‌بینی شده متفاوت شود (با در نظر گرفتن یک ترک خاص در سطح متوسط گسترش (مقاطع کوچکتر) و با توجه به حالت بازشدن نمونه در پیش‌بینی‌ها). این تفاوت‌ها را در سه حالت می‌توان نشان داد:
1. ترک خوردگی ثانویه یا ارتباطاتی در یک صفحه موازی یا عمود با صفحه متوسط انتشار.
2. یک جبهه گسترش نا همگن با موضع‌هایی که منتشر نمی‌شوند.
3. گسترش ترک اصلی خارج از صفحه متوسط انتشار.

## مکانیزم‌های شکست بین دانه ای
اگرچه تشخیص ترک خوردگی بین دانه ای آسان است ولی در مقایسه با شکست میان دانه ای، علت یابی آن همان‌طور که مکانیزم‌ها متفاوت می‌شوند پیچیده‌تر می‌گردد.چندین فرایند وجود دارند که منجر به شکست بین دانه ای یا گسترش ترک خوردگی ترجیحی در مرزدانه‌ها می‌شوند.
- جوانه زنی حفره‌های ریز و تجمع آنها در آخال‌ها یا ذرات فاز ثانویه در امتداد مرزدانه‌ها
- مرزدانه‌ها ترک برداشته و تشکیل حفرات به همراه دمای بالا شرایط پارگی را تشدید می‌کنند.
- تجزیه و جداشدگی دانه‌های مجاور بعلت درصد عناصر ناخالصی در مرزدانه‌ها و درارتباط بودن با محیط‌های خورنده مانند هیدروژن گازی یا فلزات مایع یا مذاب.
- فرایندهای خوردگی تنشی که همراه با انحلال شیمیایی در امتداد مرز دانه است.
- شرایط بارگذاری چرخه ای
- زمانی که ماده تعداد کافی از سیستم‌های مستقل لغزش برای تطبیق تغییر شکل پلاستیک بین دانه‌های همجوار را داراست. به این حالت، شکست بین بلوری یا تفکیک مرزدانه هم گفته می‌شود.
- نفوذهای سریعتر در طول مرزدانه‌ها نسبت به نفوذ در طول دانه.
- هسته‌زایی و رشد سریعتر رسوبات در مرزدانه‌ها.
- ترک آبدهی یا رشد ترک بدنبال یک فرایند آبدهی، یک نمونه دیگر از شکست بین دانه ای است که تقریباً در اکثر مواقع در طی فرایندهای بین دانه ای رخ می‌دهد. این فرایندهای ترک آبدهی، بخاطر مرزدانه‌های تضعیف شده، بزرگی سایز دانه‌ها و گرادیان دما اتفاق می‌افتد و سبب انبساط حجمی می‌شود.

از دیدگاه انرژی، مقدار انرژی آزاد شده طی گسترش ترک بین دانه ای بیشتر از مقدار پیش‌بینی شده در تیوری گریفیت(Griffith theory) است، که بیان می‌کند اصطلاح انرژی اضافی برای گسترش یک ترک ناشی از مکانیزم‌های مرزدانه ای است.

## انواع شکست بین دانه ای
این نوع شکست را می‌توان به دسته‌های زیر طبقه‌بندی کرد:
شکست بین دانه ای حفره دار: شامل مواردی است که در مرزدانه‌ها تجمع ریزحفرات(microvoid coalescence) اتفاق می‌افتد که ناشی از حفره زایی خزشی در رسوبات مرزدانه است. در این نوع شکست روی سطوح، حفره‌ها و چاله‌هایی وجود دارد. شکست بین دانه ای حفره دار منجر به کاهش شکل‌پذیری ماکروسکوپی می‌گردد. این مورد، با مشاهده توپولوژی گودی‌ها در وجوه دانه‌ها در بزرگنمایی‌های بیشتر (۱۰۰۰ تا ۵۰۰۰ برابر)، نشان داده شد. ناخالصی‌هایی که در مرزدانه‌ها جذب می‌شوند، شکست بین دانه ای حفره دار را شتاب می‌دهد.
شکست ترد بین دانه ای: شامل مواردی است که سطوح دانه‌ها دارای فرورفتگی‌هایی نیست که دلالت بر تجمع ریزحفرات داشته باشد. دلیل اینکه به این گونه، شکست ترد می‌گویند، این است که شکست پیش از نقطه تسلیم پلاستیک (plastic yielding)اتفاق می‌افتد. علل این گونه شکست می‌توانند ذرات فاز ثانویه در مرزدانه‌ها، ناخالصی یا تفکیک اتم در مرزها و تردی به دلیل شرایط محیطی باشند.
شکست خستگی بین دانه ای: شامل مواردی است که شکست به دلیل بارگذاری چرخه ای یا خستگی(fatigue) اتفاق می‌افتد. این نوع خاص شکست با فرآوری نامناسب مواد یا شرایط خشن محیطی در ارتباط است که شدیداً دانه‌ها را تضعیف می‌کنند. تنش وارده در افزایش درجه حرارت(خزش creep)، رسوبات مرزدانه، عملیات حرارتی که سبب تفکیک در مرزدانهها شود، و تضعیف مرزدانه‌ها به دلیل شرایط محیطی، همه منجر به خستگی بین دانه ای می‌گردند.

## نقش املاح و ناخالصی‌ها
در دمای اتاق، شکست بین دانه ای معمولاً همراه با جاذبه مولکولی تغییر یافته که ناشی از تفکیک حل شونده‌ها یا ناخالصی‌ها در مرزدانه است، می‌باشد. از حل شونده‌هایی که بر شکست بین دانه ای موثرند می‌توان به سولفور، فسفر، آرسنیک، آنتیموان بطور خاص در فولاد، سرب در آلومینیم و هیدروژن در آلیاژهای ساختاری سنگین اشاره کرد. در سطوح بالایی از ناخالصی، مخصوصاً در مورد تردی هیدروژن، احتمال شکست بین دانه ای بیشتر است. حل شونده‌هایی مثل هیدروژن برای تثبیت و افزایش درصد حفرات ناشی از تنش به کار برده شده، که سبب ایجاد میکروترک‌ها و میکروحفره ها(microcracks and microvoids) می‌شوند.

## شکست بین دانه ای در فولاد مقاوم و دیگر مواد
شکست بین دانه ای در طول مرزدانه‌های آستینیتی مقدم(prior-austenite grain)، رایج‌ترین نوع شکست برای IHE, HEE, LME فولاد مقاوم است. برای محتوای ناخالصی فلزی، خصوصاً در فولادهایی که در بازه دمایی ای که، تفکیک ناخالصی، مستعد وقوع است، گرما داده شده باشند، SEM نشان می‌دهد که سطوح شکست بین دانه ای در بین برجستگی‌ها و فرورفتگی‌های ایزوله بی‌شکل هستند. با این حال در برخی موارد سطوح نسبتاً صافی هستند که به نظر می‌رسد با یک مقیاس خوبی حفره دار شده‌اند. (مشاهده شده با TEM)
برای شکست‌های بین دانه ای در جاییکه وجود حفرات مورد بحث است، دو فرایند AIDE/MVC در یک مقیاس خوبی عمل می‌کنند که حفرات و چاله‌ها به سختی قابل تفکیک هستند یا یک فرایند HEDE اتفاق می‌افتد. همچنین ممکن است که هر دو فرایند با هم رخ دهند، در محلی با چند ساختار مرزدانه ای و محتوای ناخالصی فلزی HEDE بیشتر جواب داده و در محلی با ساختارهای مرزدانه ای و ترکیبات AIDE بهتر است. یک فرایند ترکیبی منطقی تر به نظر می‌رسد وقتی که هر دو HEDE/AIDE برپایه تضعیف پیوندهای بین اتمی ناشی از هیدروژن هستند.

## نقش جهت‌گیری مرزدانه‌ها
ترک برداشتن بین دانه ای وابسته به جهت‌گیری نسبی مرز مشترک بین دو دانه است. مسیر شکست بین دانه ای معمولاً در طول مرزدانه با بیشترین زاویه است. در یک مطالعه نشان داده شد که ترک برداشتن هیچگاه در مرزهایی که انحراف آنها بیشتر از ۲۰ درجه است، بدون در نظر گرفتن نوع مرزدانه دیده نشده. در زوایای بزرگتر سطوح وسیعی از ترک خورده، ترک نخورده و گاهی هر دوحالت با هم دیده می‌شود. نتایج حاکی از آن است که زاویه ترک خوردگی در مرزدانه، و از این رو شکست بین دانه ای، تا حد زیادی توسط تخلخل مرزی یا مقدار اتمهای ناجور تعیین می‌شود.

## فرایندهای شکست مواد مورد استفاده در صنعت هوافضا
پس از اینکه ترک خوردگی در یک فلز آغاز شد در طول دانه‌ها رشد می‌کند که شکست میان دانه ای نامیده می‌شود یا اینکه در طول مرزها رشد کرده و به عنوان شکست بین دانه ای شناخته می‌شود و همچنین ممکن است ترکیبی از هردو شکست رخ دهد. شکست بین دانه ای معمولاً در فلزاتی که دارای یک تمرکز بالای ذرات شکننده و ترد در مرزدانهها هستند رخ می‌دهد. این ذرات یک مسیر برای رشد ترک فراهم کرده و در نتیجه مقاومت در برابر شکست و تحمل تخریب را در ماده کاهش می‌دهد. آلیاژهای ساختاری که نیازمند مقاومت شکست بالایی هستند (مانند آلیاژهای مورد استفاده در صنایع هوافضا و نظامی) باید تحت شرایطی که مانع تشکیل ذرات ترد و شکننده در مرزدانه‌ها باشند فرآوری و مورد عملیات حرارتی قرار بگیرند. بدون در نظر گرفتن اینکه رشد ترک از طریق شکست بین دانه ای، میان دانه ای یا ترکیبی باشد، تحت یک بارگذاری تا زمانی که به طول بحرانی برسد رشد می‌کند. در این لحظه بقیه مقاطعی که ترک برنداشته اند دیگر توانایی تقویت و حمایت نقطه ای که شکست کامل اتفاق افتاده را ندارند.